# Jacob Toorenvliet

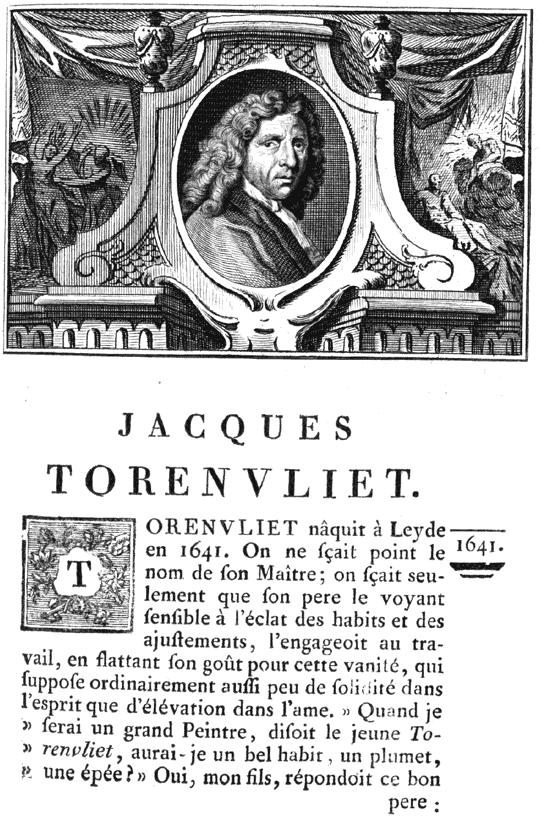
Portret van Jacob Toorenvliet

Jacob Toorenvliet (Leiden, 1640 - Oegstgeest, 3 januari 1719) was een Nederlandse kunstschilder en etser. Hij wordt beschouwd als een vertegenwoordiger van de Leidse fijnschilders.
Jacob Toorenvliet werd op 1 juli 1640 in de Hooglandse Kerk te Leiden gedoopt. Zijn vader en leraar was Abraham Toorenvliet, een gerespecteerd glaskunstenaar en kunstleraar. Jacob studeerde samen met Frans van Mieris de Oudere en Matthijs Naiveu. Wat later genoot hij zijn opleiding bij Gerard Dou, zijn vaders zwager. In 1659 ging hij op Grand tour.
Toorenvliet werkte in Wenen in 1663 en in Rome in 1669. Tussen 1670 en 1673 woonde en werkte hij in Venetië, met een korte onderbreking in 1671 toen hij weer in Rome verbleef. Hier werd hij lid van de Bentvueghels, een soort broederschap van voornamelijk uit Noord- en Zuid-Nederland afkomstige kunstenaars in Rome. Opvallend en uniek werk uit zijn Venetiaanse periode zijn de schilderijen waarop Joden centraal staan. 
Na de dood van zijn twee zonen (1678 en 1679) en het uitbreken van de pest, keerde Jacob terug naar Leiden, waar hij lid werd van het Sint-Lucasgilde. Hier ontmoette hij zijn tweede vrouw, Susanna Verhulst. Met haar verhuisde hij naar Amsterdam, waar ze twee kinderen kregen. Omstreeks 1694 richtte hij samen met de kunstenaars Willem van Mieris en Carel de Moor een tekenacademie in Leiden op.

## Galerij

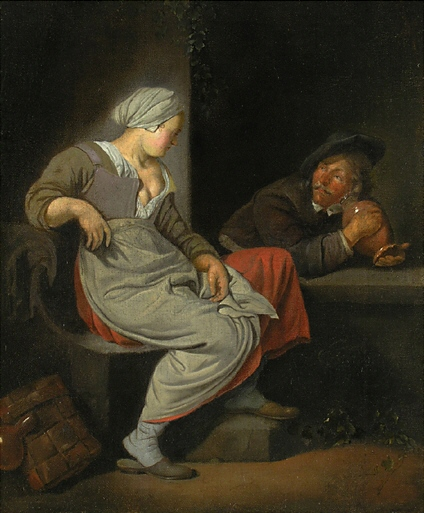
Drinkende boer met maagd
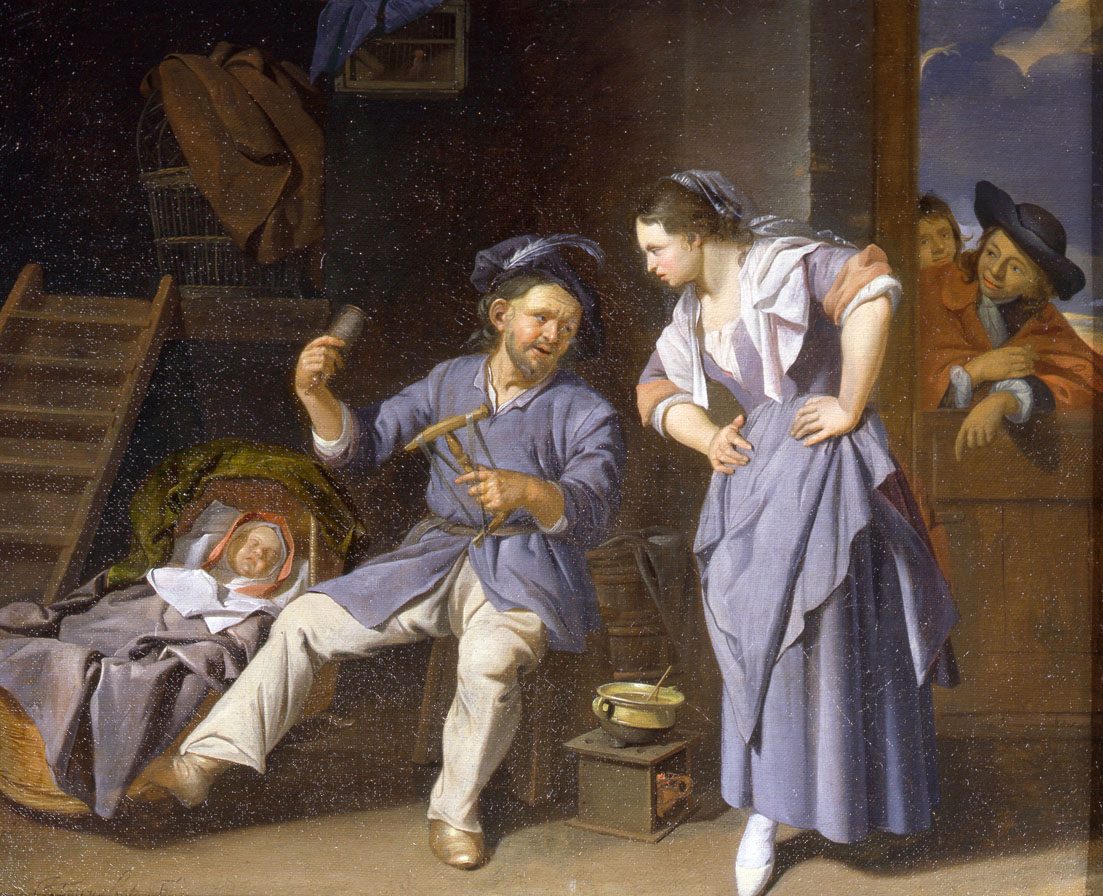
Een man spint garen met een boerenvrouw
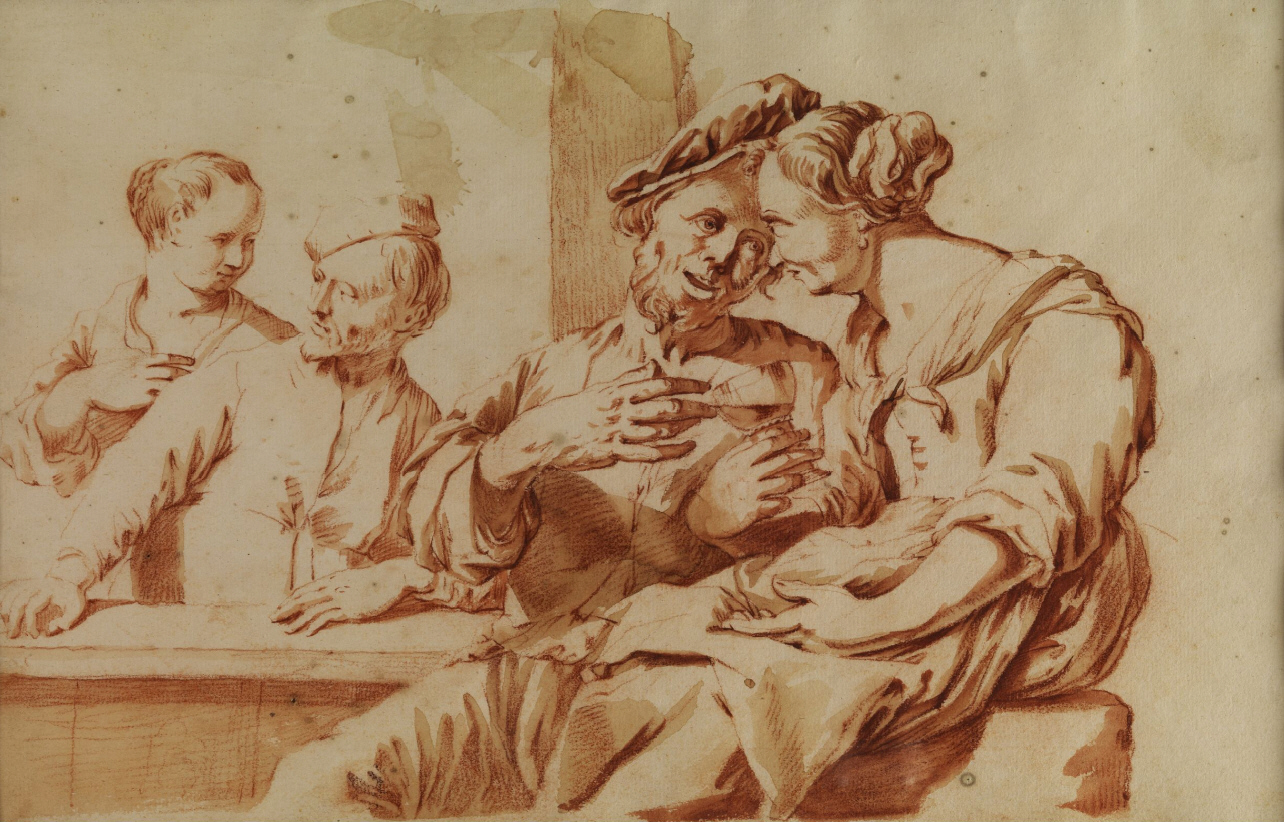
Twee paren